# اچ‌ام‌اس واترلو (۱۸۱۸)
اچ‌ام‌اس واترلو (۱۸۱۸) (به انگلیسی: HMS Waterloo (1818)) یک کشتی بود که طول آن ۱۹۲ فوت (۵۹ متر) بود. این کشتی در سال ۱۸۱۸ ساخته شد.